# Schizomus schoutedeni
Espèce
Synonymes
- Trithyreus schoutedeni Roewer, 1954

Schizomus schoutedeni est une espèce de schizomides de la famille des Hubbardiidae.

## Distribution
Cette espèce est endémique du Kongo central au Congo-Kinshasa,. Elle se rencontre dans des grottes vers Mbanza-Ngungu et Kiasi.

## Publication originale
- Roewer, 1954 : Über einige Solifugen und Pedipalpen der äthiopische Region. Annales du Musée du Congo Belge, sér. 4, vol. 1, p. 262-268.